# Primera División de Uruguay 1926
Torneo del Consejo Provisorio 1926 var en provisoriskt säsong av Uruguays högstaliga i fotboll. Turneringen var ej en officiell AUF-ledd turnering. Ett provisoriskt råd (Consejo Provisorio) ledde turneringen under detta år vilket gör att Peñarols vinst ej räknas som en officiell ligatitel. Ligan spelades som ett seriespel där samtliga lag mötte varandra vid två tillfällen. Totalt spelades 90 matcher med 253 gjorda mål.

## Deltagande lag
Tio lag deltog i mästerskapet; nio från Montevideo, och Universal från San José de Mayo.

## Poängtabell
| Nr | Lag                  | S  | V  | O | F  | GM | IM | MS  | P  |
| -- | -------------------- | -- | -- | - | -- | -- | -- | --- | -- |
| 1  | Peñarol              | 18 | 13 | 5 | 0  | 27 | 5  | +22 | 31 |
| 2  | Montevideo Wanderers | 18 | 11 | 3 | 4  | 35 | 17 | +18 | 25 |
| 3  | Rampla Juniors       | 18 | 12 | 1 | 5  | 29 | 14 | +15 | 25 |
| 4  | Nacional             | 18 | 11 | 2 | 5  | 36 | 16 | +20 | 24 |
| 5  | Lito                 | 18 | 10 | 4 | 4  | 42 | 20 | +22 | 24 |
| 6  | Central FC           | 18 | 8  | 2 | 8  | 24 | 25 | −1  | 18 |
| 7  | Liverpool            | 18 | 5  | 3 | 10 | 16 | 25 | −9  | 13 |
| 8  | Belgrano             | 18 | 4  | 2 | 12 | 19 | 32 | −13 | 10 |
| 9  | Uruguay Onward       | 18 | 3  | 2 | 13 | 15 | 45 | −30 | 8  |
| 10 | Universal            | 18 | 1  | 0 | 17 | 10 | 54 | −44 | 2  |